# Alopiidae
Alopiidae (Bonaparte, 1838) é uma família de tubarões grandes da ordem Lamniformes, mais conhhecidos no Brasil como tubarões-raposa. Essa família inclui apenas um gênero e três espécies.

## Gêneros
• Alopias

## Espécies
• Alopias vulpinus
• Alopias superciliosus
• Alopias pelagicus

## Aparência
Os tubarões-raposa apresentam uma longa e gigantesca cauda, maior do que o próprio corpo, o que faz essas espécies de tubarão serem enormes. O maior deles é o Alopias vulpinus, atingindo cerca de 6.1 metros de comprimento e pesando 500 kg. O segundo no tamanho, é o Alopias superciliosus, atingindo cerca de 5 metros. E o menor deles, o Alopias pelagicus, atingindo cerca de 3 metros. Eles aparentam grandes olhos, focinhos curtos, e grandes barbatanas peitorais e dorsal.

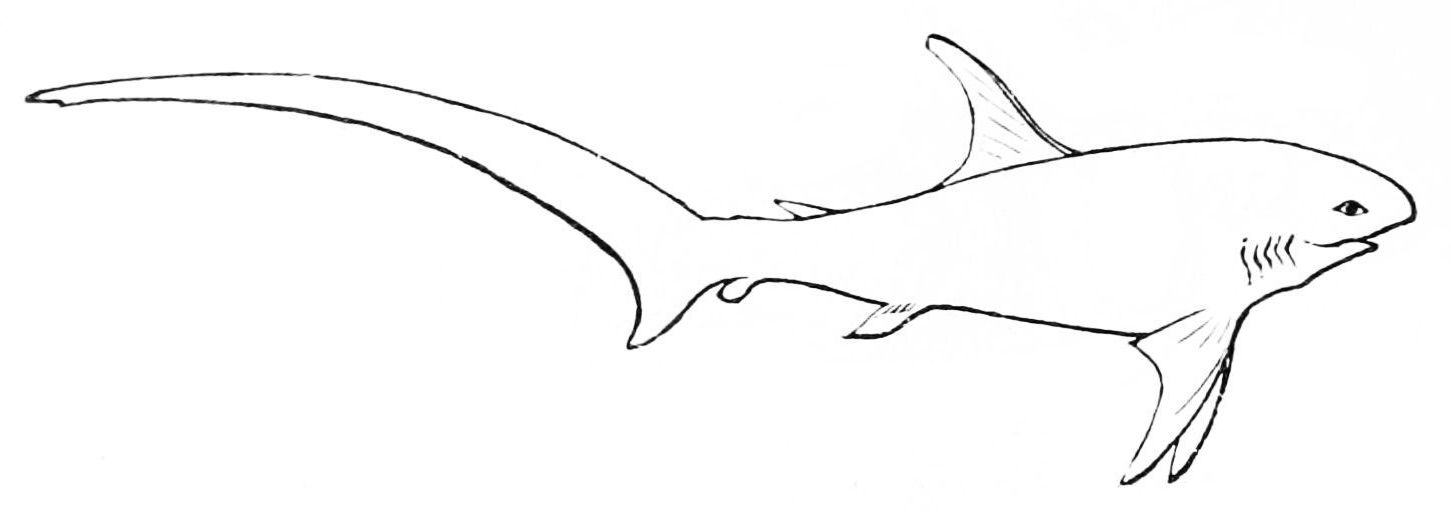
Desenho de um tubarão-raposa

## Distribuição e hábitat
Os tubarões-raposa são encontrados em mares abertos de profundidades de 500 metros, mesmo assim ocasionalmente são encontrados perto de águas costeiras. O tubarão-raposa-comum é encontrado sob as plataforma continentais da América do Norte e da Ásia do Pacífico norte, mas são raros no Pacífico central e ocidental. Já os tubarões-raposa-de-olho-grande e os tubarões-raposa-pelágicos são comumente encontrados nessas águas mais quentes do Pacífico central e ocidental.

## Dieta
Os tubarões-raposa comem principalmente cardumes e grupos de peixes pelágicos como sardinhas, atuns, e anchova. E ocasionalmente, comem lulas, chocos, crustáceos, aves marinhas, caranguejos quando têm a oportunidade.

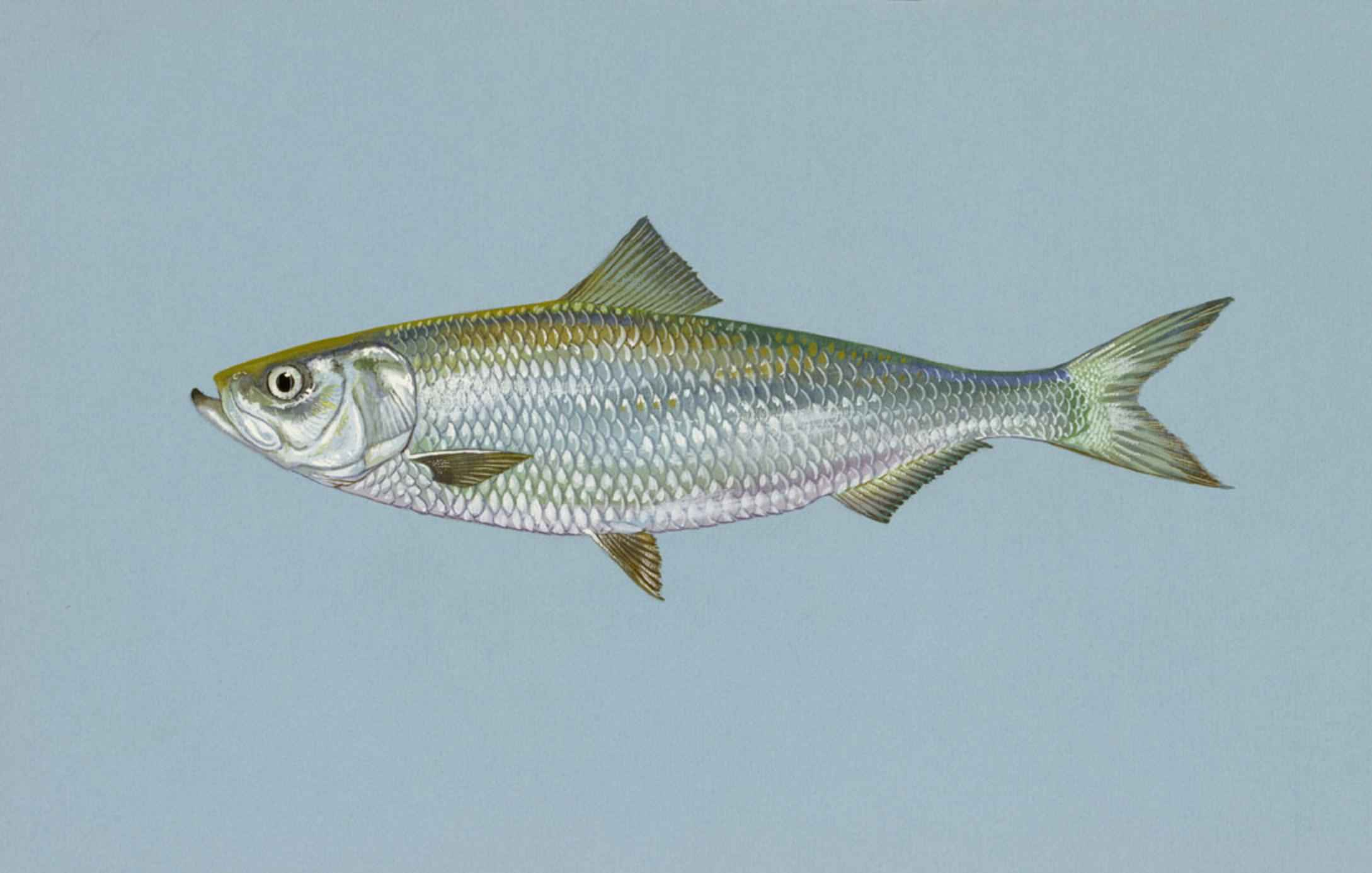

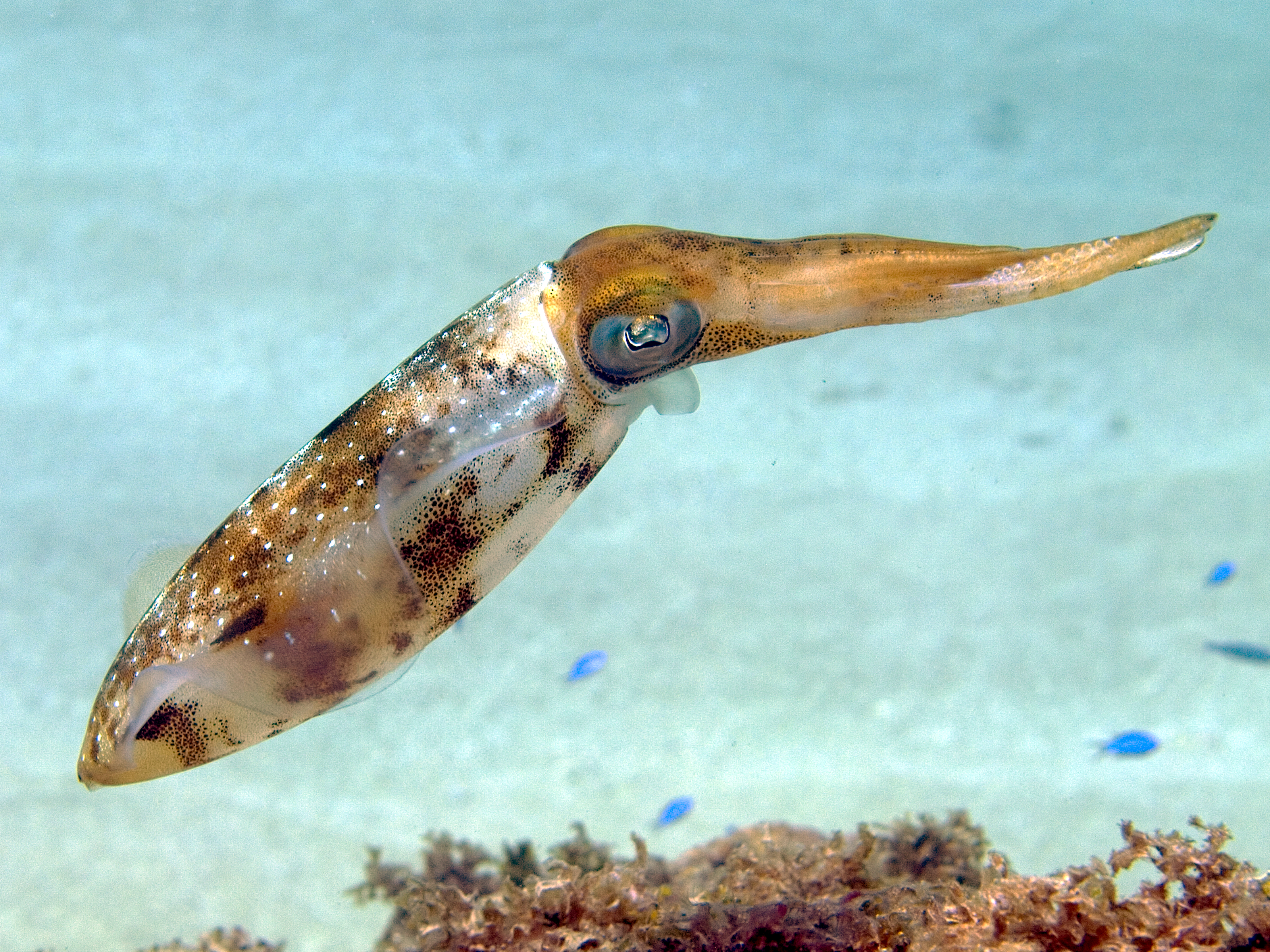

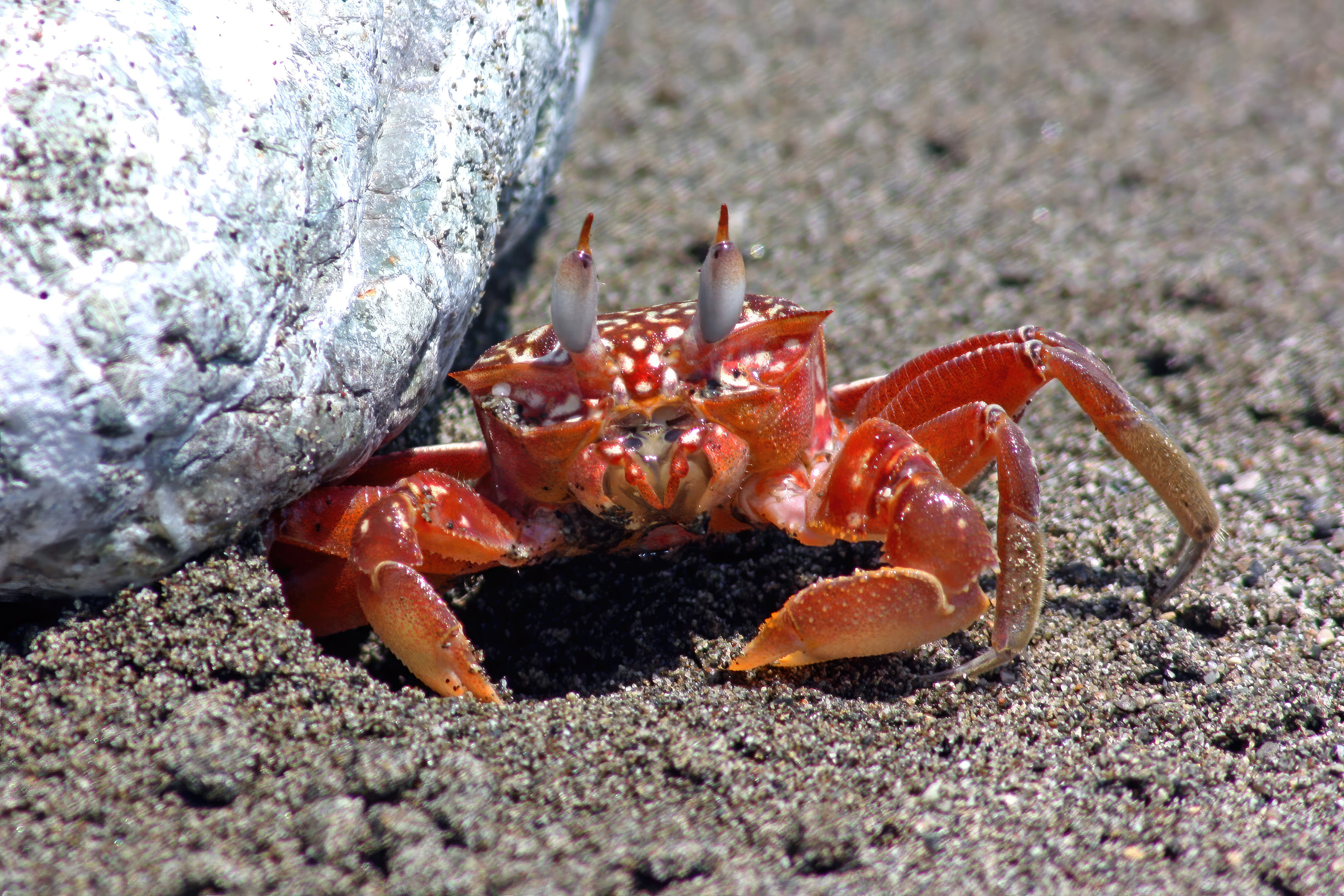

## Estado de conservação
Os tubarões-raposa não apresentam perigo algum para os humanos, mas, os humanos apresentam perigo para os tubarões-raposa. Devido a caça, pesca e exploração irracional, hoje em dia e desde 2007 essas espécies estão ameaçadas de extinção, e desde 2004 consideradas pela IUCN como vulneráveis.

Estado de conservação dos tubarões-raposa em 2004 pela IUCN.

Estado de conservação dos tubarões-raposa desde 2007 pela IUCN.